# 논산 육곡리 고분군
논산 육곡리 고분군(論山 六谷里 古墳群)은 대한민국 충청남도 논산시 가야곡면 육곡리에 있는 고분군이다. 1994년 11월 4일 충청남도의 기념물 제95호로 지정되었다.

## 개요
여술마을 뒷산 단두리재의 남사면 중턱에 자리하고 있는 백제 후기의 무덤들이다.
발굴조사에 의하면 1기의 앞트기식돌방무덤(횡구식석실분)과 12기의 굴식돌방무덤(횡혈식석실분)이 있는데, 널길(연도)이 달린 굴식(횡혈식) 중에는 긴 벽을 안으로 쌓은 것도 있고, 판석을 이용하여 귀접이하여 짠 형식도 있다. 돌방(석실)의 벽면과 천장, 널길의 틈새는 회같은 물질로 메운 흔적이 있다.
유물은 거의 도굴되어 그 수가 적은데 수습된 유물로는 목짧은 항아리(단경호), 굽다리접시(고배), 심발형토기, 네귀단지, 금귀고리, 은으로 된 꽃모양의 모자장식(은제화형관식) 등이 있다. 특히 은제화형관식은 백제 6품 이상의 관리가 착용하던 것으로 무덤 주인의 지휘를 말해준다.
부여지방의 무덤을 참고하여 살펴보면 이 무덤의 연대를 7세기로 추정할 수 있다. 논산 육곡리 무덤들은 1986년 공주대학교 박물관에서 조사한 이후 집단 무덤들 지역으로 관리되고 있는 중요한 무덤지역이다.

## 참고 자료
- 논산육곡리고분군 - 국가유산청 국가유산포털